# Gradišče, Videm
Gradišče je naselje v Občini Videm.